# HD 204313
HD 204313 (HIP 106006 / SAO 190362) es una estrella de magnitud aparente +8,2 encuadrada en la constelación de Capricornio.
Visualmente se localiza a sólo 8 minutos de arco al oeste de 36 Capricorni.
Situada a 154 años luz del sistema solar, se conocen dos planetas extrasolares en órbita alrededor de esta estrella.

## Características
HD 204313 es una enana amarilla de tipo espectral G5V.
Con una temperatura efectiva de 5767 ± 17 K, es un 19% más luminosa que el Sol.
Su radio es algo más grande que el radio solar —en torno a un 10% mayor— y gira sobre sí misma con una velocidad de rotación proyectada de 1,6 km/s.
Es algo más masiva que el Sol, con una masa entre un 2% y un 5% mayor que la masa solar.
Tiene una incierta edad de 3380 ± 2580 millones de años.
Al igual que otras estrellas que albergan sistemas planetarios, HD 204313 tiene una alta metalicidad; su índice de metalicidad ([Fe/H] = +0,18) corresponde a una abundancia relativa de hierro un 50% más alta que la solar.
HD 204313 puede formar un sistema binario con una tenue estrella que visualmente se encuentra 6,22 segundos de arco al sur de ella.
Se desconoce si es una compañera real o si es una estrella más alejada que coincide en la misma línea de visión.

## Sistema planetario
HD 204313 b, descubierto en 2009, tiene una masa mínima 4,05 veces mayor que la masa de Júpiter.
Se mueve a una distancia media de 3,08 UA de la estrella, completando una órbita cada 1931 días (5,28 años).
La órbita no es excesivamente excéntrica (ε = 0,13).
El segundo planeta, HD 204313 c, orbita a una distancia de sólo 0,21 UA respecto a la estrella.
De baja masa, ésta equivale al 5,5% de la masa de Júpiter y completa una órbita en 34,87 días.
Su descubrimiento tuvo lugar en 2011.
| Acompañante (En orden desde la estrella) | Masa (MJ)        | Período orbital (días) | Semieje mayor (UA) | Excentricidad |
| ---------------------------------------- | ---------------- | ---------------------- | ------------------ | ------------- |
| HD 204313 b                              | > 4,05 ± 0,17    | 1931 ± 18              | 3,082 ± 0,055      | 0,131 ± 0,023 |
| HD 204313 c                              | > 0,054 ± 0,0054 | 34,873 ± 0,0388        | 0,2103 ± 0,0035    | 0,17 ± 0,09   |